# The Gambling Badgers
The Gambling Badgers est un groupe luxembourgeois de pop rock, actif entre 2010 et 2014.

## Histoire
Le groupe est formé en septembre 2010. Avant d'adopter leur nom actuel, ils s'appelaient The Gamblers. En 2011, les Gambling Badgers remportent la première édition du Brand Your Band Contest avec la chanson Dance et ainsi un marketing professionnel,,. Le clip de la chanson est tourné avec le réalisateur Pol Winandy à Scheierhaff, près de Canach.
En 2012, ils se produisent au Food for Your Senses et au Rock um Knuedler. En janvier 2014, le single radio Business as Usual atteint le top 10 du Eldoradio Chartbreaker. Le même mois, le groupe a annoncé dans une publication sur Facebook qu'il se séparerait.

## Discographie

### Album studio
- 2013 : Kings

### Singles
- 2011 : Dance
- 2013 : Kings
- 2013 : Business as Usual